# Zenit-2 41
Zenit-2 41 – niedoszły radziecki satelita rozpoznawczy programu Zenit. Był 41. satelitą w tej serii.
Ważący 4 720 kg statek - zaadaptowany pojazd załogowy Wostok - wystartował na rakiecie Wostok 8A92 z kosmodromu Bajkonur w dniu 16 września 1966. Start nie powiódł się z powodu awarii rakiety dodatkowej. Rakieta i ładunek uległy zniszczeniu.
Start oznaczono w katalogach COSPAR/SATCAT: 1966-F09/F00401.
Inne oznaczenia misji: 11F61 40, 2K 40.